# Ела
(Abies) е род от 45 – 55 вида вечнозелени иглолистни дървета от семейство Борови. Тя достига височина 10 – 80 m и диаметър на ствола от 0,5 – 4 m. Елите могат да бъдат различавани от другите борови дървета по това, че листата (игличките) са свързани с основата чрез малки чашки, и по изправените цилиндрични шишарки, които са дълги от 5 – 25 cm, и се разпадат при съзряване, за да освободят семената.
Идентифицирането на отделните видове е основано на размера и разположението на листата, размера и формата на шишарките, и дали люспите на шишарката са дълги и разперени или къси и затворени. Елите са най-близки до вида Кедър (Cedrus). Ареалът на разпространение е в Европа, Азия, Северна Африка, Северна и Централна Америка, почти навсякъде в планински райони.

## Класификация
- Секция Abies (Централна, Южна и Източна Европа, Мала Азия)
  - Abies nebrodensis – Сицилианска ела
  - Abies alba – Обикновена ела
  - Abies borisiiregis – Българска ела
  - Abies cephalonica – Гръцка ела
  - Abies nordmanniana – Нордманска или Кавказка ела
    - Abies nordmanniana subsp. equitrojani – Турска ела

  - Abies cilicica – Киликийска ела

- секция Balsamea (Тайга в Азия и Северна Америка, както и във високите планини в умерените пояси)
  - Abies fraseri –
  - Abies balsamea – Балсамова ела
    - Abies balsamea var. phanerolepis –

  - Abies bifolia – Субалпийска ела от Скалистите планини
  - Abies lasiocarpa – Coast Range Subalpine Fir
  - Abies sibirica – Сибирска ела
  - Abies sachalinensis – Сахалинска ела
  - Abies koreana – Корейска ела
  - Abies nephrolepis –
  - Abies veitchii – Ела на Веич
    - Abies veitchii var. sikokiana – Ела от Шикоку

- секция Piceaster (Южна Испания, Северна Африка)
  - Abies pinsapo – испанска ела
    - Abies pinsapo var. marocana – мароканска ела

  - Abies numidica – алжирска ела

- секция Pseudopicea (Сино-Хималайски планини, на големи височини)
  - Abies delavayi –
  - Abies fabri –
  - Abies forrestii –
  - Abies chengii –
  - Abies densa –
  - Abies spectabilis –
  - Abies fargesii –
  - Abies fanjingshanensis –
  - Abies yuanbaoshanensis –
  - Abies squamata –

- секция Momi (Източна и Централна Азия, Хималаи, ниски до средни височини)
  - Abies kawakamii –
  - Abies homolepis –
  - Abies recurvata –
    - Abies recurvata var. ernestii –

  - Abies firma –
  - Abies beshanzuensis –
  - Abies holophylla –
  - Abies chensiensis –
    - Abies chensiensis subsp. salouenensis –

  - Abies pindrow –
  - Abies ziyuanensis –

- секция Grandis (Западна Северна Америка до Мексико и Гватемала, низините на север и средно-високо на юг)
  - Abies grandis – Голяма или Гигантска ела
    - Abies grandis var. idahoensis –

  - Abies concolor –
    - Abies concolor subsp. lowiana –

  - Abies durangensis –
    - Abies durangensis var. coahuilensis –

  - Abies mexicana – Мексиканска ела
  - Abies flinckii –
  - Abies guatemalensis – Гватемалска ела

- секция Amabilis (планините по тихоокеанското крайбрежие, Северна Америка и Япония, във високите тропически гори)
  - Abies amabilis –
  - Abies mariesii –

- секция Oiamel (Мексико, високо в планините)
  - Abies religiosa –
  - Abies vejarii –
  - Abies hickelii –
    - Abies hickelii var. oaxacana –

- секция Nobilis (западните щати, големи височини)
  - Abies procera –
  - Abies magnifica –
    - Abies magnifica var. shastensis

- секция Bracteata (брега на Калифорния)
  - Abies bracteata –

### Употреба
Дървесината на повечето ели често се използва като изходна суровина за пулп при производството на хартия. Част от видовете са много популярни като коледни дръвчета заради ароматните си иглички и поради факта, че не им падат игличките като изсъхнат. Някои видове се използват като декоративни градски дървета

## Други
На горската ела е наречена улица в квартал „Симеоново“ в София (Карта).